# おれのなつやすみ
『おれのなつやすみ』は、2002年12月30日に同人ブランド私立さくらんぼ小学校が製作したアダルトゲームである。本項では、シリーズ作品についても合わせて説明する。

## 概要
私立さくらんぼ小学校の作品の中では、従来のジュブナイル路線ではなく、エロ萌え路線として成功した作品として知られる。但し、苦魔鬼は「エロ萌え路線に専念するつもりはない」と語っており、本シリーズも本編は2作のみ、以降は単なるエロ萌え路線ではなく、女の子視点の導入などによる新しい路線「ロリータ路線」に転向している。
これまでシナリオエンジンには独自エンジンである「ransel（ランドセル）」が使われていたが、本シリーズ中の『おれのなつやすみ2』で汎用エンジンの吉里吉里を使用、それ以来、後続作品でも継続して吉里吉里を使っており、その意味でもターニングポイントの一つとなる作品シリーズである。また、本シリーズは後に、シリーズ作品をひとまとめにしたリニューアルDVD版『おれのなつやすみ DVD-BOX』として発売されているが、当初「ransel」が用いられていた『おれのなつやすみ』『おれのなつやすみ番外編』も、リニューアルの際には吉里吉里で組みなおされて収録されている。
また、名前の似て非なるプレイステーション用ソフト「ぼくのなつやすみ」としばしば混同される。

## シリーズ作品

### おれのなつやすみ
シリーズ第1作である。本作の制作に当たり、エロ萌えでなければロリゲーではないという流行に乗って作成したと苦魔鬼は語っている。

#### あらすじ
主人公の母親が出産で入院することとなり、父親も単身赴任中であったため、主人公は明音島にある親戚の家に預けられることになる。親戚の家で3年ぶりに会った2人の従妹「亜理朱」「花梨」は、主人公に積極的に迫ってくるのだった。家に帰るまでの約1週間、主人公は楽しい夏休みの思い出を作っていくこととなる。

#### 登場キャラクター
主人公
6年生（11歳）。
亜理朱（ありす）（声：長崎みなみ）
明音（あかね）第2小学校の5年生（10歳）。陸上クラブに入っており、運動が得意。逆に勉強はちょっと苦手。性格は明るい。いわゆる「ボク少女」。
花梨（かりん）（声：桜井薔子）
明音第2小学校の小学2年生（7歳）。大人しいが、イタズラ好きな面も見せる。亜理朱よりもしっかりもののところがある。
ゴリゾウ
亜理朱のクラスメイト。ジャイアンのような、小学生にしては大柄な体格で、1年後を舞台とした次作では170cmを超える。初対面こそ主人公とは敵対的であったが、ひょんなことからエロ親友となる。明音島の山中の洞穴にエロ本などのエロアイテムを大量に隠し持っており、エロ博士とも呼ばれている。亜理朱のことが好きだが、亜理朱からは嫌われている。

#### システム
本作ではMAPシステムが設けられている。滞在初日と滞在2日目は導入パートであり、ゲーム本編は滞在3日目から（タイトルで「いきなりげーむ」を選択すれば滞在3日目から始めることが可能）となる。滞在3日目から8日目までの間、日中4回（AM10時、PM0時、PM2時、PM4時）、MAPを用いて明音島内の移動先を選択することができる。移動した選択先には「アイテム入手イベント」「従妹たちとの接触イベント」が設けられている場合がある。
「アイテム入手イベント」は「エロ本」「ブラジャー」などのエロアイテムを拾うというイベントである。拾ったエロアイテムをゴリゾウに届けることで、アイテムに応じてゴリゾウから代わりのエロアイテム（エロ漫画や官能小説など）を入手することができ、それによって「脇ズリ」「机の角オナニー」「裸エプロンプレイ」などのエロ知識を覚えることが可能である。エロ知識を覚える際には覚えたエロ知識が赤字で大きく表示され、以降、「従妹たちとの接触イベント」でエロ知識を実技に活かすことが可能になる。なお、覚えたエロ知識は「亜理朱」「花梨」いずれ向けであるかが事前に決まっている。
「従妹たちとの接触イベント」は、「アイテム入手イベント」で入手したエロ知識を実技に活かすイベントとなっている。但し、対応する「アイテム入手イベント」を発生させていない場合は「従妹たちとの接触イベント」は発生しないようになっている。また、「従妹たちとの接触イベント」のこなし方によって、エンディングが若干変化するようになっている。
本作のシナリオエンジンはransel（ランドセル）であるが、『おれのなつやすみDVD-BOX』に収録されているものは吉里吉里で組み直したものとなっており、スケジュール帳という機能が追加されている。MAP選択画面から呼び出すことができ、滞在中の日時と移動先の場所が表形式で示されている。「アイテム入手イベント」「従妹たちとの接触イベント」に遭遇すると、そのイベントの発生日時と場所がスケジュール帳に自動で記録されるようになっているため、一度発生させたイベントはスケジュール帳を見ることで発生条件を確認可能である。

### おれのなつやすみ2
シリーズ第2作。本作より吉里吉里を使用、本シリーズ以降の作品も吉里吉里が主流となっており、ターニングポイントとなる作品の一つである。前作よりもヒロインの年齢設定を下げている。
主題歌の「夏休みとお兄ちゃん♪」は萌え電波ソングとして知られており、「笑える電波ソングを集めるガイドライン」においてゴールド殿堂入りの曲となっている。曲の中の「ちゅぴちゅぱぁ」は、曲および作品の代名詞としても知られる。

#### あらすじ
夏休みのある日、親戚の娘達を1週間預かることになる。1つ違い（=5年生）の女の子2人と聞いて張り切って迎えに行った主人公だったが、確かに1つ違いの姉妹（7歳と6歳）であった。しかも、主人公の母も、趣味の書道で賞を取ったことから、1週間旅行に出かけてしまう。こうして、1週間もの間、女の子2人のお守りをすることになってしまうのだった。

#### 登場キャラクター
主人公
小学6年生。身長170cmと大柄。ゴリゾウとは大親友。
真理菜（まりな）（声：堂本あかり）
小学2年生（7歳）。ボーイッシュで、主人公にも男の子に間違われてしまう。出会ったときは険悪な感じだったが、後に主人公のことを「アニキ」と呼んで慕う仲に。
梨絵（りえ）（声：天天）
小学1年生（6歳）。女の子女の子した、可愛いタイプ。訪問先の家での挨拶や、家事の手伝いもできるしっかりもの。しかし、おねしょの癖があり、寝るときはいつもオムツを履いている。
ゴリゾウ
小学6年生（前作より1学年上となっている）。詳細は前作説明を参照。

#### システム
基本的なシステムは、前作同様である。前作と異なる点は、以下の通りである。
- 日中の活動回数が5回（AM9時、AM11時、PM1時、PM3時、PM5時）となっている。
- MAP選択画面において、「アイテム入手イベント」が発生する場所には事前に？マークが表示され、「従妹たちとの接触イベント」が発生する場所にはそこに登場する従妹のデフォルメ表示が行なわれる。
- 「従妹たちとの接触イベント」において、3Pイベントが設けられている。3Pイベント時には、MAP選択画面におけるデフォルメ表示も2人で表示される。
- エロ知識を覚えた際の演出に変更がある。前作では単にテキスト表示で「オレは○○を覚えた」と表示（○○部分は赤字で大きく表示）されるだけに対し、本作ではポップアップ形式で「○○の知識をゲットした！」と覚えたエロ知識が表示される上、効果音（効果声）が設けられている。

### おれのなつやすみ番外編
本作はゲームというよりは回想シーン集という形式となっており、第1作のファンディスク的な作品となっている。
舞台は第1作同様、親戚の家。主人公が第1作の翌年の夏休みに、親戚の家に遊びに行く（2人の従妹に会いに行く）というストーリー展開となっている。作品内容は、オープニングストーリーの後、9種類の回想シーンの中からお好みの回想シーンを選択（繰り返して選択可能）、その後どれか回想シーンを選択すると登場する、10種類目の回想シーンである「お別れの日」を選択すると、エンディングストーリーと共にゲーム終了となる。エンディングストーリーの内容は回想シーン選択に左右されることはない。なお、タイトルで「いきなりげーむ」を選択することで、オープニングストーリーをスキップして、回想シーン選択からゲームを始めることも可能となっている。
回想シーンを選択している際は、その回想シーンの概要を「亜理朱」と「花梨」が朗読調に解説してくれる演出となっている。

### おれのなつやすみDVD-BOX
再発売希望の声を受けて作成されたリニューアルDVD版である。前述のとおり、『2』以外の作品は吉里吉里で作り直している。また『1』を作り直すにあたって、スケジュール帳機能が追加されているなど、システム面の改良が見られる。また、設定原画集『なつやすみの手引き』（60ページの冊子）なども盛り込んだ豪華仕様となっている。

## スタッフ
- シナリオ・スクリプト : 苦魔鬼轟丸
- 原画・背景 : みそおでん
- 録音監督：横山巌（オーパーツ）